# Кампё
Кампё, Камбэй, Кампэй (яп. 寛平 кампё:, камбэй, кампэй, всепрощающий покой) — девиз правления (нэнго) японских императоров Уды и Дайго, использовавшийся с 889 по 898 год .

## Продолжительность
Начало и конец эры:
- 27-й день 4-й луны 5-го года Нинна (по юлианскому календарю — 30 мая 889 года);
- 26-й день 4-й луны 10-го года Кампё (по юлианскому календарю — 20 мая 898 года).

## Происхождение
Название нэнго было заимствовано:
- из 76-го цзюаня «Ханьшу»:「寛大之政行、和平之気通」[4];
- из 76-го цзюаня «Хоу Ханьшу»:「躬家世掌法、務在寛平」[4].

## События
- 889 год (10-я луна 1-го года Кампё) — психически больной дайдзё тэнно Ёдзэй стал делать всё более безрассудные поступки: врывался во дворец и отпускал грубости в адрес придворных, душил женщин струнами музыкальных инструментов и затем бросал тела в озеро, давил людей верхом на лошади. После этого он часто скрывался в горах, охотясь на диких кабанов и оленей[6];
- 4 августа 897 года (3-й день 7-й луны 9-го года Кампё) — император Уда отрёкся от престола, и трон перешёл к его старшему сыну[7];
- 6 августа 897 года (5-й день 7-й луны 9-го года Кампё) — новый император Дайго взошёл на престол[8].

## Сравнительная таблица
Ниже представлена таблица соответствия японского традиционного и европейского летосчисления. В скобках к номеру года японской эры указано название соответствующего года из 60-летнего цикла китайской системы гань-чжи. Японские месяцы традиционно названы лунами.
| 1-й год Кампё (Земляной Петух)       | 1-я луна       | 2-я луна*              | 3-я луна  | 4-я луна* | 5-я луна  | 6-я луна               | 7-я луна* | 8-я луна   | 9-я луна*   | 10-я луна              | 11-я луна*              | 12-я луна    |               |
| ------------------------------------ | -------------- | ---------------------- | --------- | --------- | --------- | ---------------------- | --------- | ---------- | ----------- | ---------------------- | ----------------------- | ------------ | ------------- |
| Юлианский календарь                  | 4 февраля 889  | 6 марта                | 4 апреля  | 4 мая     | 2 июня    | 2 июля                 | 1 августа | 30 августа | 29 сентября | 28 октября             | 27 ноября               | 26 декабря   |               |
| 2-й год Кампё (Металлическая Собака) | 1-я луна*      | 2-я луна               | 3-я луна* | 4-я луна  | 5-я луна* | 6-я луна               | 7-я луна* | 8-я луна   | 9-я луна    | 9-я луна* (високосная) | 10-я луна               | 11-я луна*   | 12-я луна*    |
| Юлианский календарь                  | 25 января 890  | 23 февраля             | 25 марта  | 23 апреля | 23 мая    | 21 июня                | 21 июля   | 19 августа | 18 сентября | 18 октября             | 16 ноября               | 16 декабря   | 14 января 891 |
| 3-й год Кампё (Металлическая Свинья) | 1-я луна       | 2-я луна               | 3-я луна* | 4-я луна* | 5-я луна  | 6-я луна*              | 7-я луна  | 8-я луна   | 9-я луна    | 10-я луна*             | 11-я луна               | 12-я луна    |               |
| Юлианский календарь                  | 12 февраля 891 | 14 марта               | 13 апреля | 12 мая    | 10 июня   | 10 июля                | 8 августа | 7 сентября | 7 октября   | 6 ноября               | 5 декабря               | 4 января 892 |               |
| 4-й год Кампё (Водяная Крыса)        | 1-я луна*      | 2-я луна*              | 3-я луна  | 4-я луна* | 5-я луна* | 6-я луна               | 7-я луна* | 8-я луна   | 9-я луна    | 10-я луна*             | 11-я луна               | 12-я луна    |               |
| Юлианский календарь                  | 3 февраля 892  | 3 марта                | 1 апреля  | 1 мая     | 30 мая    | 28 июня                | 28 июля   | 26 августа | 25 сентября | 25 октября             | 23 ноября               | 23 декабря   |               |
| 5-й год Кампё (Водяной Бык)          | 1-я луна*      | 2-я луна               | 3-я луна* | 4-я луна  | 5-я луна* | 5-я луна* (високосная) | 6-я луна  | 7-я луна*  | 8-я луна    | 9-я луна*              | 10-я луна               | 11-я луна    | 12-я луна     |
| Юлианский календарь                  | 22 января 893  | 20 февраля             | 22 марта  | 20 апреля | 20 мая    | 18 июня                | 17 июля   | 16 августа | 14 сентября | 14 октября             | 12 ноября               | 12 декабря   | 11 января 894 |
| 6-й год Кампё (Деревянный Тигр)      | 1-я луна*      | 2-я луна               | 3-я луна* | 4-я луна* | 5-я луна  | 6-я луна*              | 7-я луна* | 8-я луна   | 9-я луна    | 10-я луна*             | 11-я луна               | 12-я луна    |               |
| Юлианский календарь                  | 10 февраля 894 | 11 марта               | 10 апреля | 9 мая     | 7 июня    | 7 июля                 | 5 августа | 3 сентября | 3 октября   | 2 ноября               | 1 декабря               | 31 декабря   |               |
| 7-й год Кампё (Деревянный Кролик)    | 1-я луна       | 2-я луна*              | 3-я луна  | 4-я луна* | 5-я луна  | 6-я луна*              | 7-я луна* | 8-я луна*  | 9-я луна    | 10-я луна*             | 11-я луна               | 12-я луна    |               |
| Юлианский календарь                  | 30 января 895  | 1 марта                | 30 марта  | 29 апреля | 28 мая    | 27 июня                | 26 июля   | 24 августа | 22 сентября | 22 октября             | 20 ноября               | 20 декабря   |               |
| 8-й год Кампё (Огненный Дракон)      | 1-я луна       | 1-я луна* (високосная) | 2-я луна  | 3-я луна  | 4-я луна* | 5-я луна*              | 6-я луна  | 7-я луна*  | 8-я луна    | 9-я луна*              | 10-я луна*              | 11-я луна    | 12-я луна     |
| Юлианский календарь                  | 19 января 896  | 18 февраля             | 18 марта  | 17 апреля | 17 мая    | 15 июня                | 14 июля   | 13 августа | 11 сентября | 11 октября             | 9 ноября                | 8 декабря    | 7 января 897  |
| 9-й год Кампё (Огненная Змея)        | 1-я луна*      | 2-я луна               | 3-я луна  | 4-я луна* | 5-я луна  | 6-я луна*              | 7-я луна  | 8-я луна*  | 9-я луна    | 10-я луна*             | 11-я луна               | 12-я луна*   |               |
| Юлианский календарь                  | 6 февраля 897  | 7 марта                | 6 апреля  | 6 мая     | 4 июня    | 4 июля                 | 2 августа | 1 сентября | 30 сентября | 30 октября             | 28 ноября               | 28 декабря   |               |
| 10-й год Кампё (Земляная Лошадь)     | 1-я луна       | 2-я луна*              | 3-я луна  | 4-я луна* | 5-я луна  | 6-я луна               | 7-я луна* | 8-я луна   | 9-я луна*   | 10-я луна              | 10-я луна* (високосная) | 11-я луна    | 12-я луна*    |
| Юлианский календарь                  | 26 января 898  | 25 февраля             | 26 марта  | 25 апреля | 24 мая    | 23 июня                | 23 июля   | 21 августа | 20 сентября | 19 октября             | 18 ноября               | 17 декабря   | 16 января 899 |

* звёздочкой отмечены короткие месяцы (луны) продолжительностью 29 дней. Остальные месяцы длятся 30 дней.